# Joseph Jorgensen

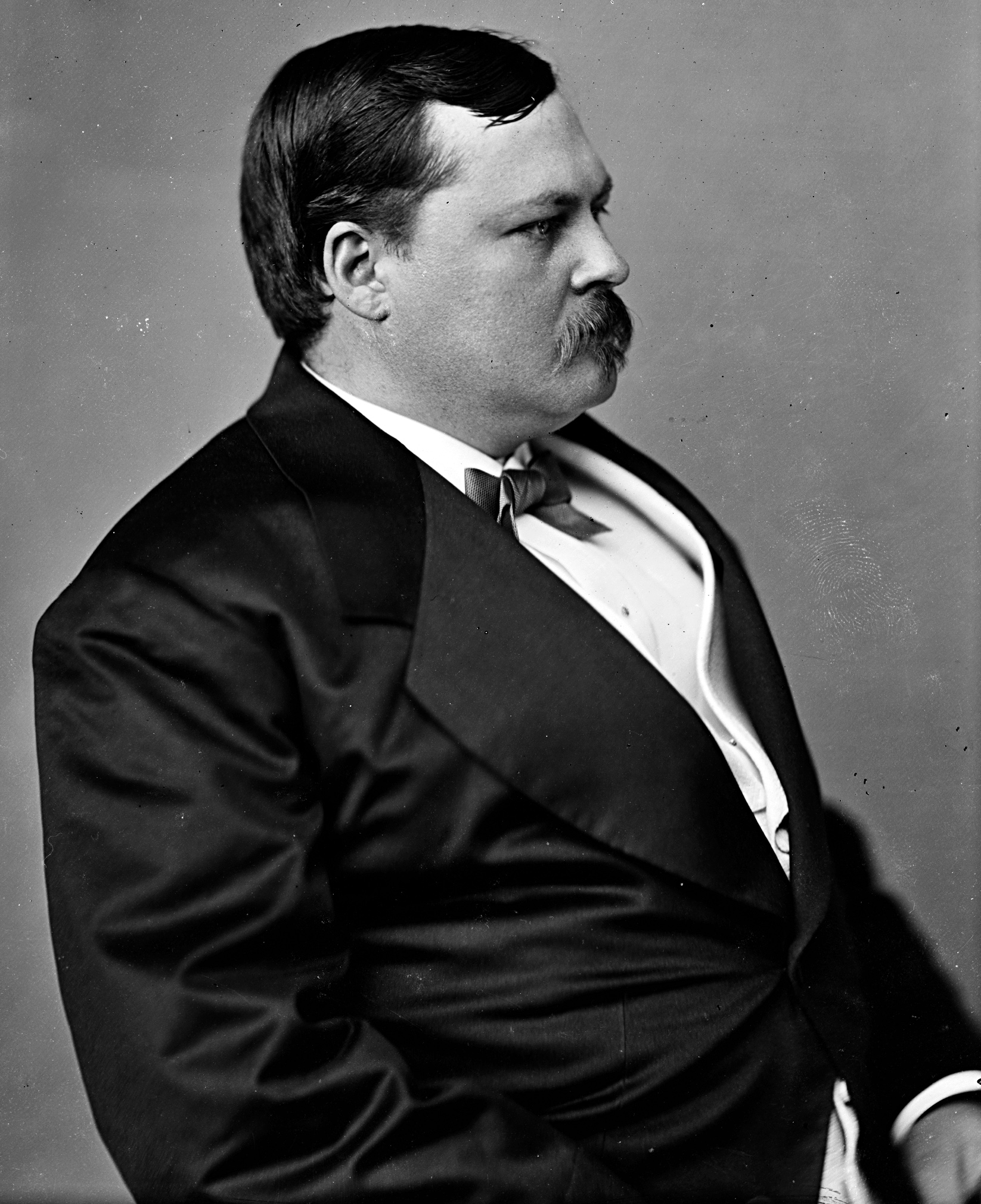
Joseph Jorgensen

Joseph Jorgensen (* 11. Februar 1844 in Philadelphia, Pennsylvania; † 21. Januar 1888 in Portland, Oregon) war ein US-amerikanischer Politiker. Zwischen 1877 und 1883 vertrat er den Bundesstaat Virginia im US-Repräsentantenhaus.

## Werdegang
Joseph Jorgensen studierte an der University of Pennsylvania Medizin. Danach arbeitete er für einige Jahre im medizinischen Dienst der US Army. Anschließend schlug er als Mitglied der Republikanischen Partei eine politische Laufbahn ein. Später verlegte er seinen Wohnsitz nach Petersburg in Virginia. Zwischen 1871 und 1873 saß er im Abgeordnetenhaus von Virginia; von 1874 bis 1877 war er Posthalter in seiner neuen Heimatstadt.
Bei den Kongresswahlen des Jahres 1876 wurde Jorgensen im vierten Wahlbezirk von Virginia in das US-Repräsentantenhaus in Washington, D.C. gewählt, wo er am 4. März 1877 die Nachfolge von William Henry Harrison Stowell antrat. Nach zwei Wiederwahlen konnte er bis zum 3. März 1883 drei Legislaturperioden im Kongress absolvieren. Ab 1881 war er Vorsitzender des Committee on Mileage. Im Juni 1880 war er Delegierter zur Republican National Convention in Chicago, auf der James A. Garfield als Präsidentschaftskandidat nominiert wurde.
Zwischen 1883 und 1888 war Joseph Jorgensen Leiter der Katasterbehörde in Walla Walla im Bundesstaat Washington. Er starb am 21. Januar 1888 in Portland.